# Райшах
Райшах (нім. Reischach) — громада в Німеччині, розташована в землі Баварія. Підпорядковується адміністративному округу Верхня Баварія. Входить до складу району Альтеттінг. Центр об'єднання громад Райшах.
Площа — 28,46 км2. Населення становить 2636 ос. (станом на 31 грудня 2020).